# Louis Léon Verreaux
Pour les articles homonymes, voir Verreaux.
Louis Léon Nicolas Verreaux né à Paris le 30 août 1814 et mort dans la même ville le 16 mai 1878 est un peintre, dessinateur et aquarelliste français.

## Biographie
Louis Léon Nicolas Verreaux naît le 30 août 1814 à Paris, du mariage de Jacques Philippe Verreaux et de Jeanne Joséphine Simonne Delalande. Il est marié avec Ève Pauline Martinoly. En 1853, il habite 9, rue Belleterre à Boulogne-sur-Mer
Il est élève de J. B. Lécurieux et exerce dans la peinture animalière, le dessin et l'aquarelle.
Il est présent au Salon de 1838 à 1877, avec quelques interruptions, et à l'Exposition universelle de 1878. 
Il meurt le 16 mai 1878 au 18, impasse du Maine, dans le 15e arrondissement de Paris.

## Élève
- Louis Marie Jules Lhote

## Salons et expositions

### Salons
Au Salon de Paris : 
- 1838 : Suimanga et tadorne, canars dans un paysage, dessin à la mine de plomb et aquarelle ; Un harle, aquarelle ;
- 1839 : Paysage avec canards, dessin ; Paysage avec faisan doré, dessin ;
- 1840 : Martin-pêcheur du Cap et mésange à moustache ;
- 1841 : Quatre oiseaux, aquarelle dans des paysages à la mine de plomb ; Étude de femme, effet de lumière, dessin au crayon et à l'estompe ;
- 1842 : Portrait de M. B… et Portrait de M. C…, effet de lumière, dessin au crayon et à l'estompe ;
- 1843 : Le Mariage d'un singe ;
- 1844 : Portrait en pied de Mme L… ;
- 1845 : Un conte d'atelier ; Portrait de M. L. V… ;
- 1846 : Le Repos ;
- 1848 : Répétition générale d'un morceau d'ensemble ;
- 1863 : Faisan et canard ; Perdrix et lapin ; Une chaumière, dessin ;
- 1864 : Femme de pêcheur, environs de Boulogne-sur-Mer ; Le Pygargue ; Un chien, dessin ; Souvenir de la Cluse, environs de Boulogne-sur-Mer, dessin ;
- 1865 : L'Attente ; Lièvre, canard et perdrix ;
- 1866 : Nature morte ; Souvenir des environs de Boulogne-sur-Mer, dessin ;
- 1867 : Paysage, dessin ;
- 1868 : Le Héron, panneau décoratif ;
- 1870 : Souvenir de Salperwick, environ de Saint-Omer, dessin à la mouchure de chandelle ;
- 1872 : Souvenir de Boulogne-sur-Mer, dessin ;
- 1873 : Perdrix grise ;
- 1874 : Pommes ;
- 1875 : Souvenir de la Cluse, dessin ;
- 1876 : Environs de Boulogne-sur-Mer, dessin ;
- 1877 : Personne à la maison, souvenir des environs de Boulogne-sur-Mer, dessin ;
- 1878 : Souvenir de Salperwick, environ de Saint-Omer, dessin à la mouchure de chandelle[3],[5].

### Expositions
- Paris, Exposition universelle de 1878, Environs de Boulogne-sur-Mer, dessin, ancienne collection E. Defaux[3].

## Œuvres
- Aurillac, musée d'Art et d'Archéologie : Faisan argenté de la Chine, dessin, don d'Éloy Chapsal[6].
- Draguignan, musée d'Art et d'Histoire : Souvenir de Salperwick, environ de Saint-Omer, dessin à la mouchure de chandelle[5].

- localisation inconnue : Loup dans la forêt en hiver, huile sur toile[7].

## Récompenses
En 1860, Louis Léon Verreaux obtient une médaille d'argent pour son Magasin de poisson à l'exposition d'Amiens, et en 1863, une médaille de bronze à l'exposition de Rouen,.